# Stropkov
Stropkov (węg. Sztropkó, niem. Stropko) – miasto powiatowe we wschodniej Słowacji, w kraju preszowskim, w historycznym regionie Zemplin.
Stropkov leży na wysokości 202 m n.p.m., w centralnej części Pogórza Ondawskiego (Ondavska vrchovina), u ujścia rzeczki Chotčianka do rzeki Ondawy w jej górnym biegu. W 2011 miasto liczyło 10 940 mieszkańców. Powierzchnia miasta – 24,67 km².
Przez Stropkov przebiega lokalna droga 557 ze Svidníka do Vranova nad Topľou. W mieście łączy się z nią lokalna droga 575 z Medzilaborec.
Pierwsza wzmianka o Stropkovie pochodzi z 1245. Od XIV wieku w mieście działała komora celna. Około 1411 wzniesiono zamek Modré Pole. W 1430 Stropkov uzyskał prawa miejskie. Miasto wraz z rozległym latyfundium, złożonym z ponad 50 wsi, należało najpierw do rodziny Cudarów, później Perényi i Pethö; od XVIII wieku właściciele zmieniali się bardzo często. Do początku XVIII wieku miasto często było niszczone w wojnach i powstaniach. Po upadku ostatniego powstania kuruców, powstania Rakoczego, w 1711 wojska Habsburgów zburzyły zamek. W 1910 Stropkov liczył 2,6 tys. mieszkańców, z czego 1,0 tys. Słowaków, 0,9 tys. Niemców i 0,4 tys. Węgrów. W okresie I wojny światowej miasto było niszczone przez powodzie i epidemie. Po II wojnie światowej w Stropkovie rozbudowano przemysł, głównie spożywczy. Od 1960 istnieje tu fabryka telefonów Tesla Stropkov (początkowo filia czeskiego koncernu Tesla). Stropkov jest miastem partnerskim dla polskich miast: Biłgoraj i Ropczyce oraz czeskiej Bíliny.
Zabytki Stropkova:
- ruiny zamku Modré Pole,
- nowy zamek, wzniesiony w 1711 na ruinach poprzedniego,
- barokowy kościół rzymskokatolicki z gotycką kaplicą z XIV wieku,
- barokowo-rokokowy kościół i klasztor franciszkanów z XVII wieku.

W związku z 25-leciem istnienia Zespołu Szkół Zakładów Elektrotechnicznych „Tesla” w Stropkovie w 1987 placówce nadano imię patrona generała Karola Świerczewskiego.

## Znane osoby związane ze Stropkovem
- Ľuboš Micheľ – były międzynarodowy sędzia piłkarski
- Pavol Prokopovič – były minister transportu, poczty i telekomunikacji
- Marika Gombitová – piosenkarka
- Beáta Dubasová – piosenkarka
- Juraj Čobej, Pavol Gostič, Jozef Kožlej, Ľubomír Reiter, Marek Špilár – piłkarze reprezentacji Słowacji